# Демографија Украјине

## Демографија

### Попис становништва1989. године
По овом попису Украјинаца је било 72,7%, Руса је било 22,1%, Белоруса и Јевреја по 0,9%, Молдаваца 0,6%, Бугара 0,5%, Мађара и Пољака по 0,4% и Румуна 0,3%.

### Попис становништва2001. године
Тада је пописано у Украјини 37.541.700 Украјинаца што је било 77,8%, следе Руси са 8.334.100 (17,3%), Белоруси са 275.800 (0,6%), Молдавци 258.600 (0,5%), Кримски Татари са 248.200 (0,5%), Бугари 204.600 (0,4%), Мађари 156.600 (0,3%), Румуни 151.000 (0,3%), Пољаци 144.100 (0,3%), Јевреји 103.600 (0,2%), Јермени 99.900 (0,2%), Грци 91.500 (0,2%), Татари 73.300 (0,2%), Роми и остали.

## Религија у Украјини
У прошлости је Украјина била насељена паганским племенима до почетка првог миленијума нове ере, када Византија почиње да шири хришћанство на територији данашње Украјине, и то пре свега залагањем апостола Андреја.
Око 900-те године нове ере Кијевска Русија је под културним утицајем Византије, па тако долази и до првог забележеног преласка у хришћанство кнегиње Свете Олге. Пар година касније кнез Владимир је покрстио становништво у реци Дњепар. Тако почиње ера доминације источног хришћанства у Рутенији.
Јевреји су се почели насељавати на територији данашње Украјине у 9. веку, на територији између градова Ужгород и Луганск. Од 13. века је број јеврејског становништва значајно порастао. Касније се појављује и ново учење јудаизма – Хисидизам.
Ислам у Украјини постоји услед деловања Златне Хорде и Османског царства. Татари на Криму су примили ислам од Златне хорде, а касније су дошли под власт Османског царства.
Као последица комунизма у 20. веку долази до пораста броја атеиста. Атеиста је било најмање у Западној Украјини јер су у краћем периоду били под влашћу Совјетског Савеза (1939—1941; 1944-1991).

### Религијска структура
Данас у Украјини по проценама у Бога верује око 75% становништва, а око 40% посећује цркву. Руска православна црква (у данашњој Украјини се зове Украјинска православна црква (Московски патријархат)) ужива благонаклоност многих локалних ауторитета. Процене о религијској структури:

#### Православље
- 50,44% - следбеници Украјинске православне цркве (Кијевски патријархат). Ова цркве је настала 1995. године после стицања независности Украјине. Патријарх је Филарет који је био Митрополит Кијевски и све Украјине Руске православне цркве. 60% верника ове цркве живи на западу Украјине. Ова црква која у богослужењу користи украјински језик није призната од осталих православних цркава.
- 26,13% - следбеници Украјинске православне цркве (Московски патријархат) која има највећи број цркава у Украјини. Ова црква има 35 епархија и 10.875 парохија, од којих се највећи број налази у централним, јужним и источним деловима Украјине. Митрополит Владимир Кијевски има јурисдикцију унутар земље, и број свештеника износи 9.072. Ова црква у богослужењу користи руски и старословенски језик.
- 7,21% - следбеници Украјинске аутокефалне православне цркве. Ова цркве је основана 1919. године у Кијеву, забрањена је за време Совјетског периода, и поново легализована 1989. године. 70% верника ове цркве живи на западу Украјине. Због очекиваног уједињења православних цркава у Украјини, после смрти патријарха Дмитрија није именован нови, врховну црквену власт обавља Митрополит Тернополски и Подолски Методије, са којим су велике епархије: Харков-Полтава, Лавов, Ривне- Волин и Тавроја званично прекинуле комуникацију и прешле под директну јурисдикцију Васељенског (Цариградског) патријарха Вартоломеја. Ова црква у богослужењу користи украјински језик.

#### Унијати
- 8,02% - следбеници Украјинске грко-католичке цркве. Настала је црква после Сабора у Бресту 1596. године са циљем да уједини православне и католичке вернике., забрањена је за време Совјета 1946. године и поново легализована 1989. године. Има око 4 милиона верника у Западној Украјини. Користи у богослужењу украјински језик.

#### Католици
- 2,19% - следбеници римокатоличке цркве. Овој цркви припадају углавном становници са пољским пореклом који живе у централним и западним деловима Украјине. Број верника је око 1 милион. Богослужење је на пољском, латинском, украјинском и руском језику.

#### Протестанти
- 2,19% - следбеници протестантских деноминација (Лутерани, пентекосталци, баптисти, менонити, адвентисти...). Припадници протестантских праваца су углавном Немци, Мађари, Словаци и остали и живе углавном у западном делу државе.

#### Јудаизам
- 0,63% - следбеници јудаизма. Сматра се да у Украјини живи око 300.000 Јевреја, иако је званично пописано 103.600 Јевреја. После стицања независности дошло је до исељавања Јевреја у Израел.

#### Остали
- 3,2% - следбеници осталих верских заједница. Најбројнији међу њима су муслимани, углавном Кримски Татари. У прошлости су исламски Ногајци такође живели у степама јужне Украјине, али су се иселили у Турску у 18. и 19. веку. У Украјини има око 150 џамија. У свим већим градовима живе припадници многобројних муслиманских народа који су живели у републикама бившег Совјетског Савеза.